# Laelapidae
Laelapidae es una familia de ácaros perteneciente al orden Mesostigmata.

## Géneros
| - Aetholaelaps Strandtmann & Camin, 1956 - Alphalaelaps Radford, 1951 - Andreacarus Radford, 1953 - Androlaelaps Berlese, 1903 - Angosomaspis Costa, 1971 - Atricholaelaps Ewing, 1929 - Austrolaelaps Womersley, 1956 - Berlesia G.Canestrini, 1884 - Bewsiella Domrow, 1958 - Bisternalis Hunter, 1963 - Blaberolaelaps M. Costa, 1980 - Bolivilaelaps Fonseca, 1940 - Camerolaelaps Fonseca, 1960 - Cavilaelaps Fonseca, 1935 - Cerambylaelaps M.Costa, 1979 - Chalaza R. Domrow, 1990 - Chamolaelaps Hull, in F.Türk & S.Türk 1952 - Chapalania Hoffmann & Lopez-Campos, 1995 - Chelanyssus Zumpt & Till, 1953 - Chirolaelaps A. C. G. Heath, D. M. Bishop & M. J. Daniel, 1987 - Chrysochlorolaelaps Evans & Till, 1966 - Coleolaelaps Berlese, 1914 - Conolaelaps Womersley, 1959 - Cosmiphis Vitzthum, 1926 - Cyclolaelaps Ewing, 1933 - Cyclothorax von Frauenfeld, 1868 - Cypholaelaps Berlese, 1916 - Dianolaelaps Y. M. Gu & Q. X. Duan, 1990 - Dicrocheles Krantz & Khot, 1962 - Dinogamasus Kramer, 1898 - Dipolaelaps Zemskaya & Piontkovskaya, 1960 - Domrownyssus Evans & Till, 1966 - Donia Oudemans, 1939 - Dynastaspis Costa, 1971 - Dynatochela Keegan, 1950 - Dyscinetonyssus Moss & Funk, 1965 - Echinolaelaps Ewing, 1929 - Echinonyssus Hirst, 1925 - Ellsworthia Türk, 1945 - Eubrachylaelaps Ewing, 1929 - Eugynolaelaps Berlese, 1918 - Eumellitiphis Türk, 1948 - Gammaridacarus Canaris, 1962 - Garmania Nesbitt, 1951 - Gecarcinolaelaps Casanueva, 1993 - Geneiadolaelaps Ewing, 1929 - Gigantolaelaps Fonseca, 1939 - Gopriphis Berlese, 1910 - Halbertia Türk & Türk, 1952 - Hunteracarus Costa, 1975 - Hunteria M. Delfinado-Baker, E. W. Baker & C. H. W. Flechtmann, 1984 - Hyletastes Gistel, 1848 - Hymenolaelaps Furman, 1972 - Hypoaspis G.Canestrini, 1884 - Ichoronyssus Kolenati, 1858 - Iphiolaelaps Womersley, 1956 - Iphiopsis Berlese, 1882 - Jacobsonia Berlese, 1910 - Japanoasternolaelaps W. Hirschmann & N. Hiramatsu, 1984 - Jordensia Oudemans, 1937 - Julolaelaps Berlese, 1916 - Laelantennus Berlese, 1903 - Laelaps C.L.Koch, 1836 - Laelapsella Womersley, 1955 - Laelapsoides Willmann, 1952 - Laelaspoides Eickwort, 1966 - Laelaspulus Berlese, 1903 - Ligialaelaps Radford, 1942 - Liponysella Hirst, 1925 - Ljunghia Oudemans, 1932 | - Longolaelaps Vitzthum, 1926 - Lucanaspis Costa, 1971 - Lukoschus Radovsky & Gettinger, 1999 - Mabuyonyssus Till, 1957 - Macrolaelaps Ewing, 1929 - Manisilaelaps Lavoipierre, 1956 - Meliponaspis Vitzthum, 1930 - Melittiphis Berlese, 1918 - Melittiphisoides M. Delfinado-Baker, E. W. Baker & C. H. W. Flechtmann, 1984 - Mesolaelaps Hirst, 1926 - Metaspinolaelaps Till, 1958 - Mungosicola Radford, 1942 - Myonyssoides Hirst, 1925 - Myonyssus Tiraboschi, 1904 - Myrmeciphis Hull, 1923 - Myrmolaelaps Trägårdh, 1906 - Myrmosleichus Berlese, 1903 - Myrmozercon Berlese, 1902 - Mysolaelaps Fonseca, 1935 - Nakhoda Domrow & Nadchatram, 1975 - Narceolaelaps J. B. Kethley, 1978 - Neoberlesia Berlese, 1892 - Neohypoaspis M. Delfinado-Baker, E. W. Baker & D. W. Roubik, 1983 - Neolaelaps Hirst, 1926 - Neoparalaelaps Fonseca, 1935 - Neospinolaelaps Zumpt & Patterson, 1952 - Notolaelaps Womersley, 1957 - Oloiphis Berlese, 1916 - Ondatralaelaps Evans & Till, 1965 - Ornitholaelaps Okereke, 1968 - Oryctolaelaps Lange, in Bregetova et al, 1955 - Parabisternalis Ueckermann & Loots, 1995 - Peramelaelaps Womersley, 1956 - Phytojacobsonia Vitzthum, 1925 - Pililaelaps Radford, 1947 - Pleisiolaelaps Womersley, 1957 - Pneumolaelaps Berlese, 1920 - Podolaelaps Berlese, 1888 - Praeparasitus Berlese, 1916 - Promacrolaelaps Costa, 1971 - Pseudolaelaps Berlese, 1916 - Pseudoparasitus Oudemans, 1902 - Qinghailaelaps Y. M. Gu & X. Z. Yang, 1984 - Radfordilaelaps Zumpt, 1949 - Raymentia Womersley, 1956 - Reticulolaelaps Costa, 1968 - Rhinolaelaps Fonseca, 1960 - Rhodacantha R. Domrow, 1979 - Rhyzolaelaps Bregetova & Grokhovskaya, 1961 - Scissuralaelaps Womersley, 1945 - Scolopendracarus Evans, 1955 - Scorpionyssus Fain & G. Rack, 1988 - Sinolaelaps Y. M. Gu & C. S. Wang, 1979 - Sphaeroseius Berlese, 1904 - Stamfordia Trägårdh, 1906 - Steptolaelaps Furman, 1955 - Sternolaelaps Zumpt & Patterson, 1951 - Stevelus Hunter, 1963 - Stigmatolaelaps Krantz, 1998 - Stratiolaelaps Berlese, 1916 - Tengilaelaps Gu & Wang, 1996 - Tricholaelaps Vitzthum, 1926 - Tropilaelaps Delfinado & Baker, 1961 - Tur Baker & Wharton, 1952 - Turkiella Zumpt & Till, 1953 - Tylolaelaps Y. M. Gu & C. S. Wang, 1979 - Ugandolaelaps Radford, 1942 - Uroiphis Berlese, 1903 - Urozercon Berlese, 1901 - Xylocolaelaps Royce & Krantz, 2003 - Zontia Türk, 1948 - Zygolaelaps V. J. Tipton, 1957 |